# 快速列车 (德国)

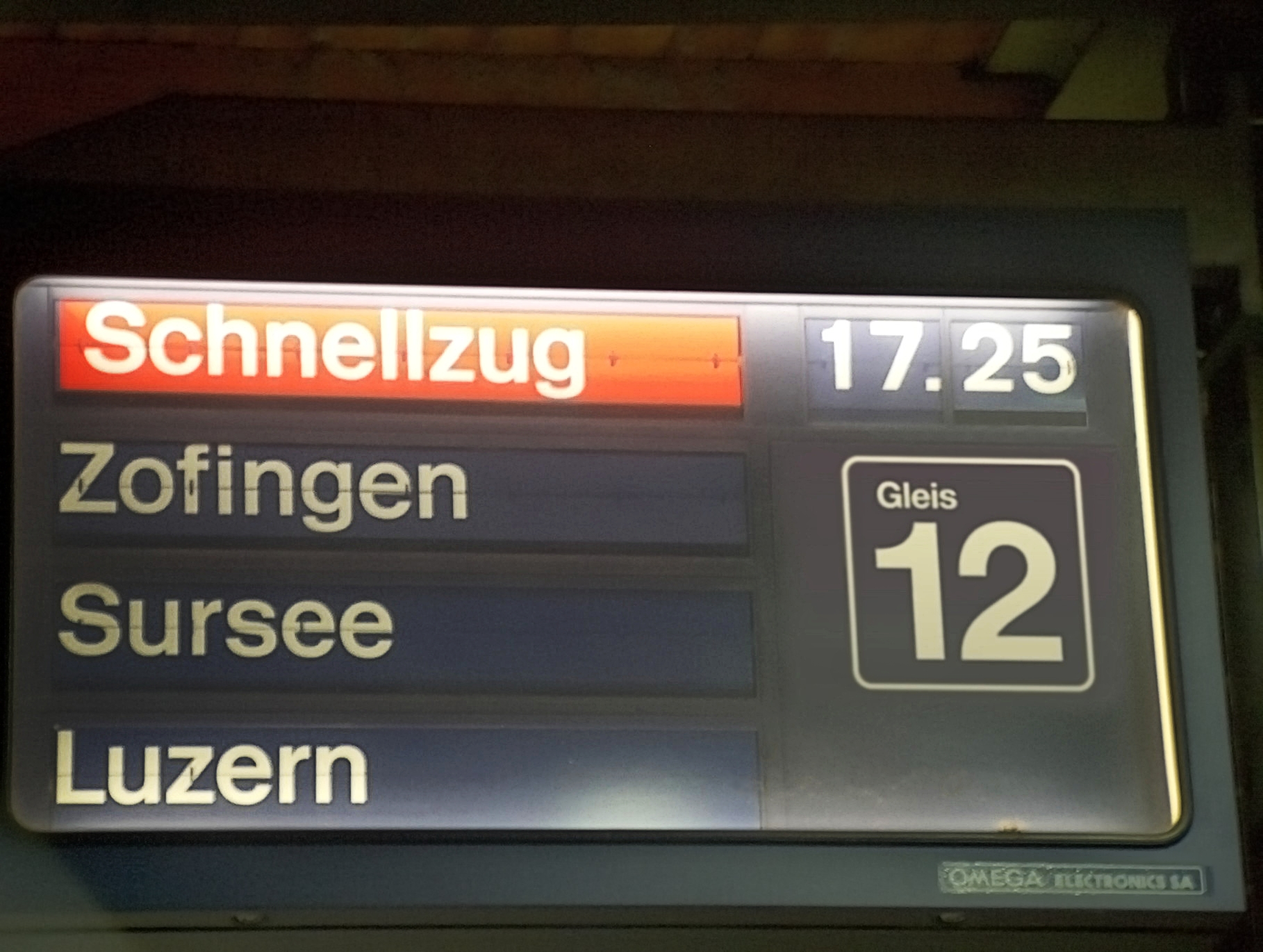
奧爾滕车站内显示快速列车的列车信息牌

快速列车在德国被称为或（即德語：之缩写，意为“直通车”），它是指不在沿线所有车站停靠的旅客列车。这一术语可以用作统称，也可以作为一个特定的列车类别。铁路部门会在快速列车的车次前冠以字母“D”作为前缀。
德国铁路现将其铁路网络上行驶的快速列车划分为欧城列车、城际列车、区际列车等类别；原使用快速列车名称的夜间列车服务则转移至欧洲夜车和城市夜线类别。德铁仅在个别情况下仍开行快速列车作为支援列车，而由德铁承运的博物馆游览列车也会使用快速列车车次。

## 快速列车的初次引入

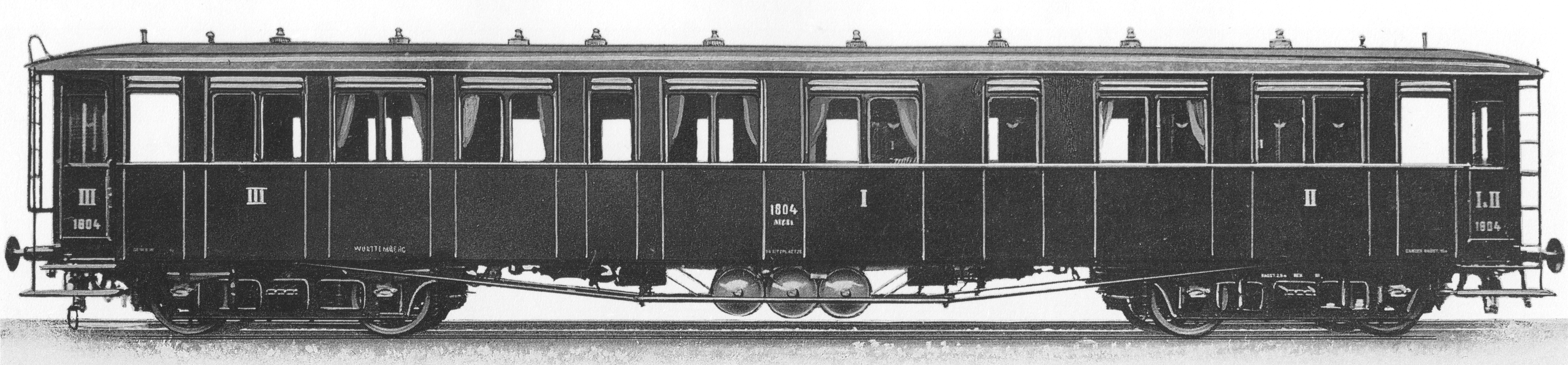
符腾堡铁路的一款ABCCü型快速列车车厢（1901年）

德国的首趟快速列车是在1851年5月1日开行的柏林至道依茨（今属科隆）列车，运行全程需时16小时。三个月后，德国的首趟夜间列车也于1851年8月1日在柏林及布洛姆贝格间开行。随着普鲁士王国要求构建全国性的夜车网络，各铁路运营商开始在此后的几年里（1852年至1854年）增开了由柏林往返于布雷斯劳、法兰克福、汉堡和科隆等地的夜车服务，在当时被称为“信使列车”（Kurierzug）。首次搭乘柏林至法兰克福夜车的乘客需要支付更高的票价，以弥补连续夜间作业的人员成本的提高。
在1889年以前，快速列车在德国所有的行车时刻表中均使用的缩写“S”或的缩写“K”作为车次前缀。1889年之后则统一使用“S”的缩写。

## 直通列车（D）

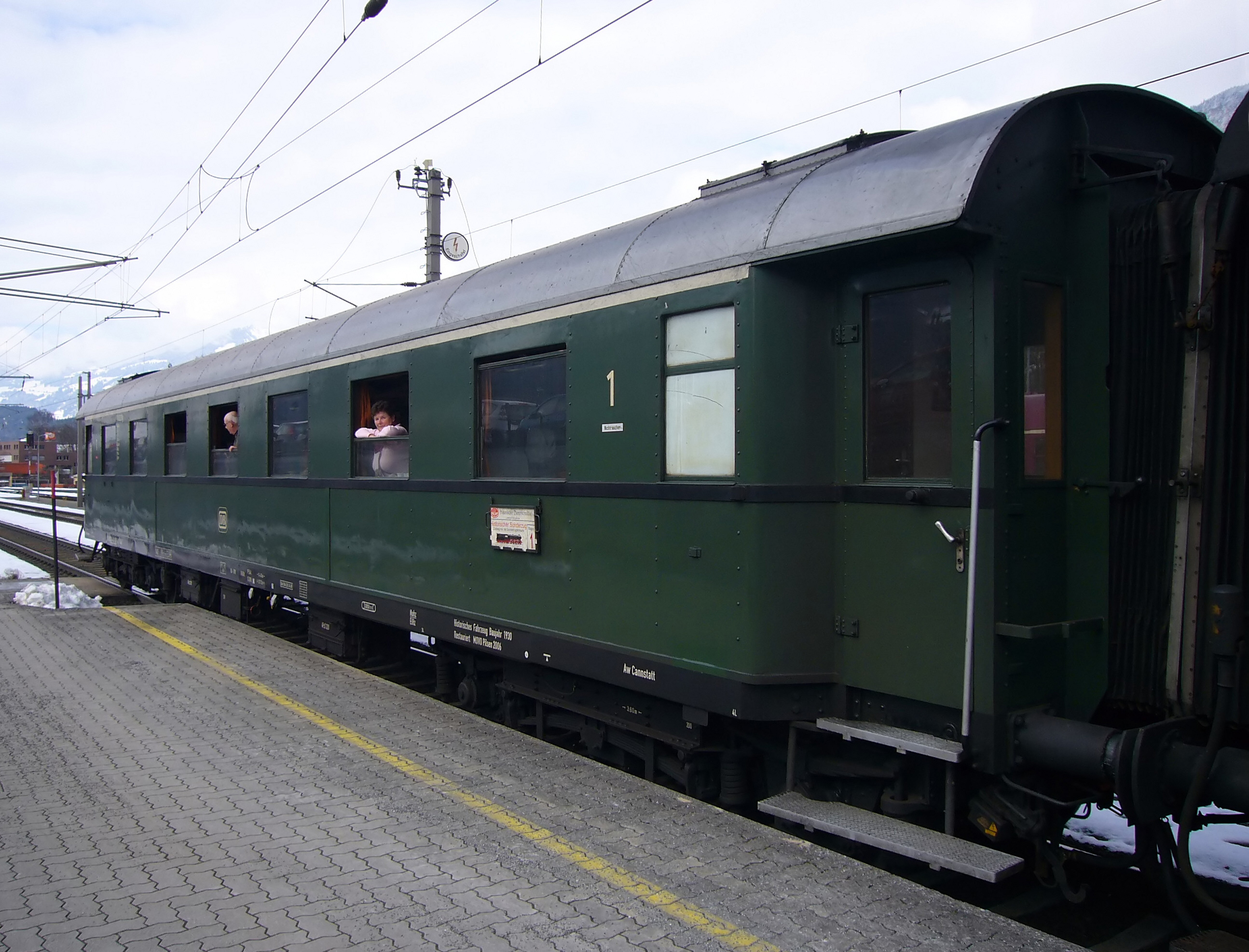
德意志国铁路在1920年代末期的A4ü 28型直通列车车厢

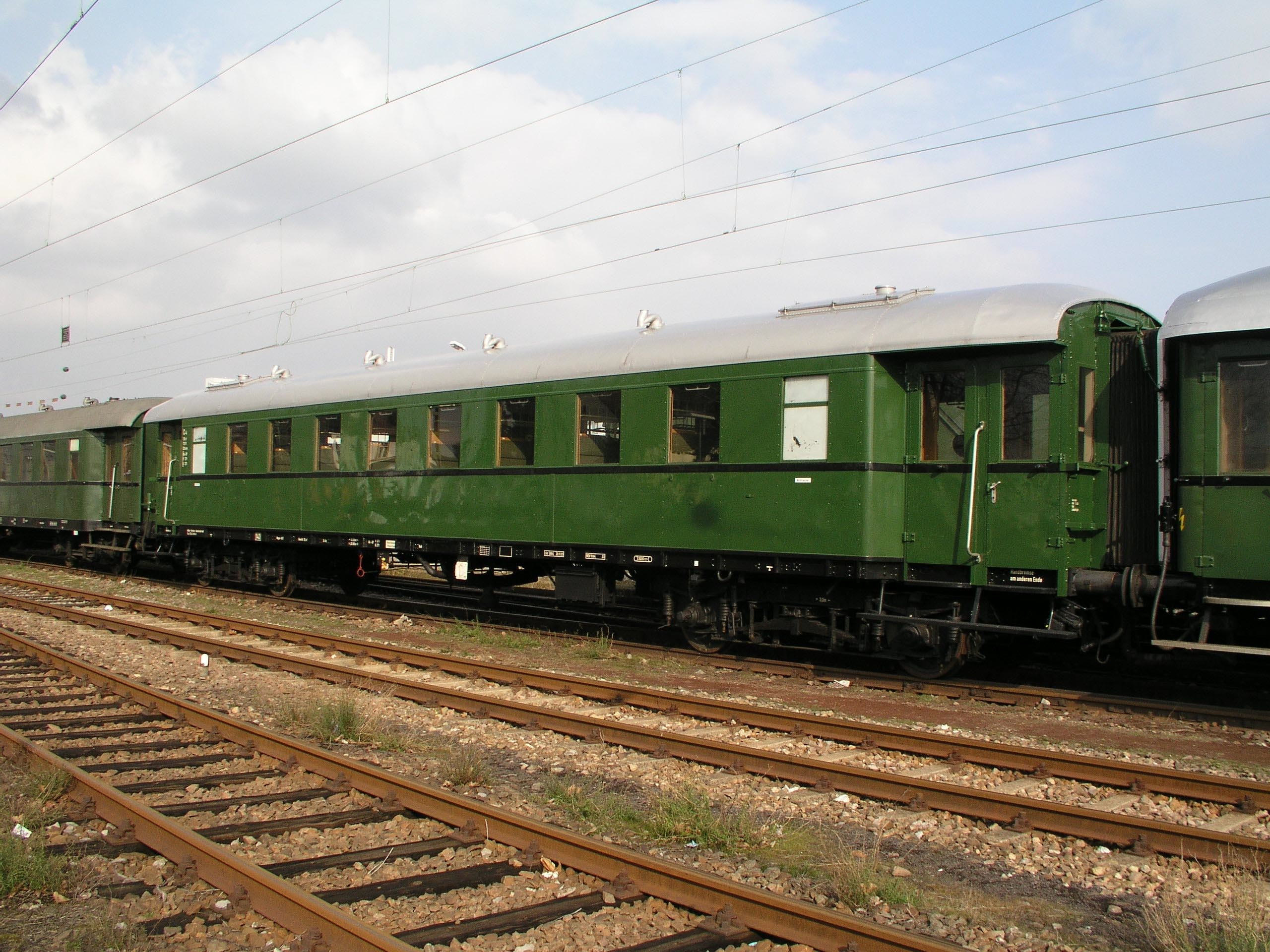
德意志国铁路的Bye655型加速列车车厢，于1930年至1932年生产，带有双乘降车门

自1892年起，德国的铁路线上开始运营一种全新的列车类别，提供更为舒适的快速列车服务，被称为“直通列车”（Durchgangszug，简称）。这类列车使用专用的隔间座车车厢，车厢间可以通过波纹管式连接器实现彼此连通，车厢类型类似于英文术语中的。但与如今常见的车厢两端均设通道门的开放座车不同，乘客无法进入另一节车厢。尽管普鲁士国家铁路在1900年以前便购置了直通列车专用的开放座车车厢，但也未采用标准化设计，车厢与欧洲当时的大众运输车辆类似，在最低级别的车厢（四等座）中不设隔间，反之也不提供通常为富人或名人而设的沙龙座车。
自1892年5月1日起，首趟直通列车开始在以下线路中运营：
- 柏林波茨坦车站-帕德博恩-科隆中央车站
- 柏林波茨坦车站-北豪森-法兰克福中央车站

其编组包括一等和二等车厢等级、餐车和软卧车厢（在夜间列车中加挂）。它们不仅非常舒适，且准点率亦非常高。搭乘直通列车的乘客需要支付2马克的附加服务费。1894年，在柏林和东普鲁士之间开行了首趟直通列车，这也使得列车编组中首次出现三等席别。
至1917年，在德国境内运营的几乎所有快速列车均逐渐被替换为直通列车——只要其编组中包含带连接通道的车厢。其它停站较少、且不含附加服务费的列车则被归类为“加速旅客列车”（beschleunigte Personenzüge，简称）。只有在巴伐利亚境内运营于慕尼黑-米滕瓦尔德-因斯布鲁克之间的若干已含附加服务费的列车仍然保留着快速列车的名称直至1929年。在20世纪，直通列车和快速列车的定义在德国已几乎完全相同。
其余不含附加费的包厢座车被替换为“普快列车”（Eilzug），它们的停站频率比快速列车更高，但低于普通旅客列车。自1924年起，普快列车均采用带有中间过道的开放座车车厢。虽然这类车厢的室内设计与当时普通的两轴旅客列车类似，但其带有封闭式乘降平台的外观设计却很大程度倾向于直通列车车厢。为了加快频繁停站的运转效率，其车厢两侧均设有乘降车门。

## 长途快速列车（FD）

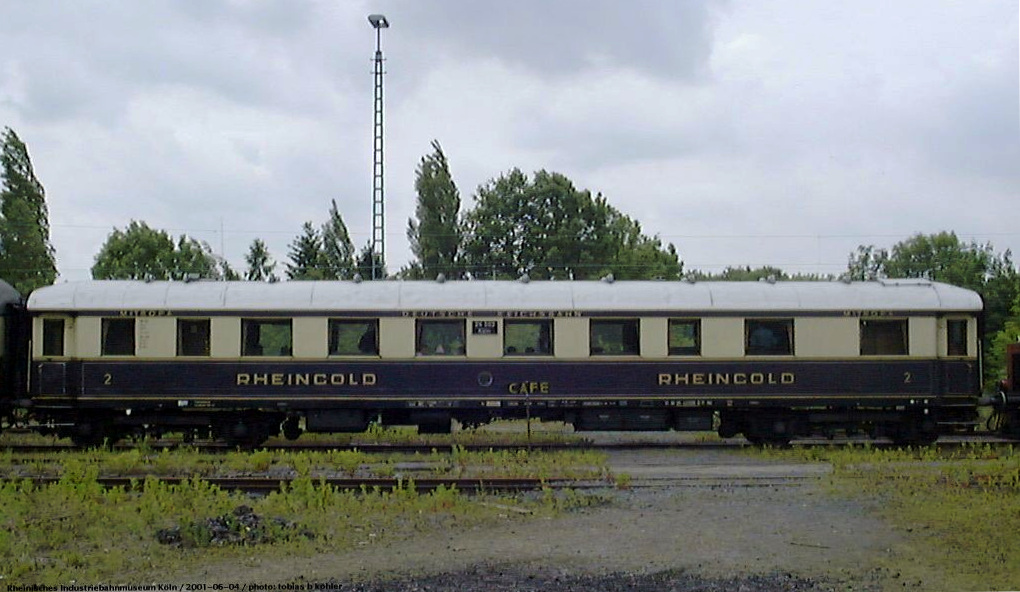
莱茵的黄金在1928年使用的车厢

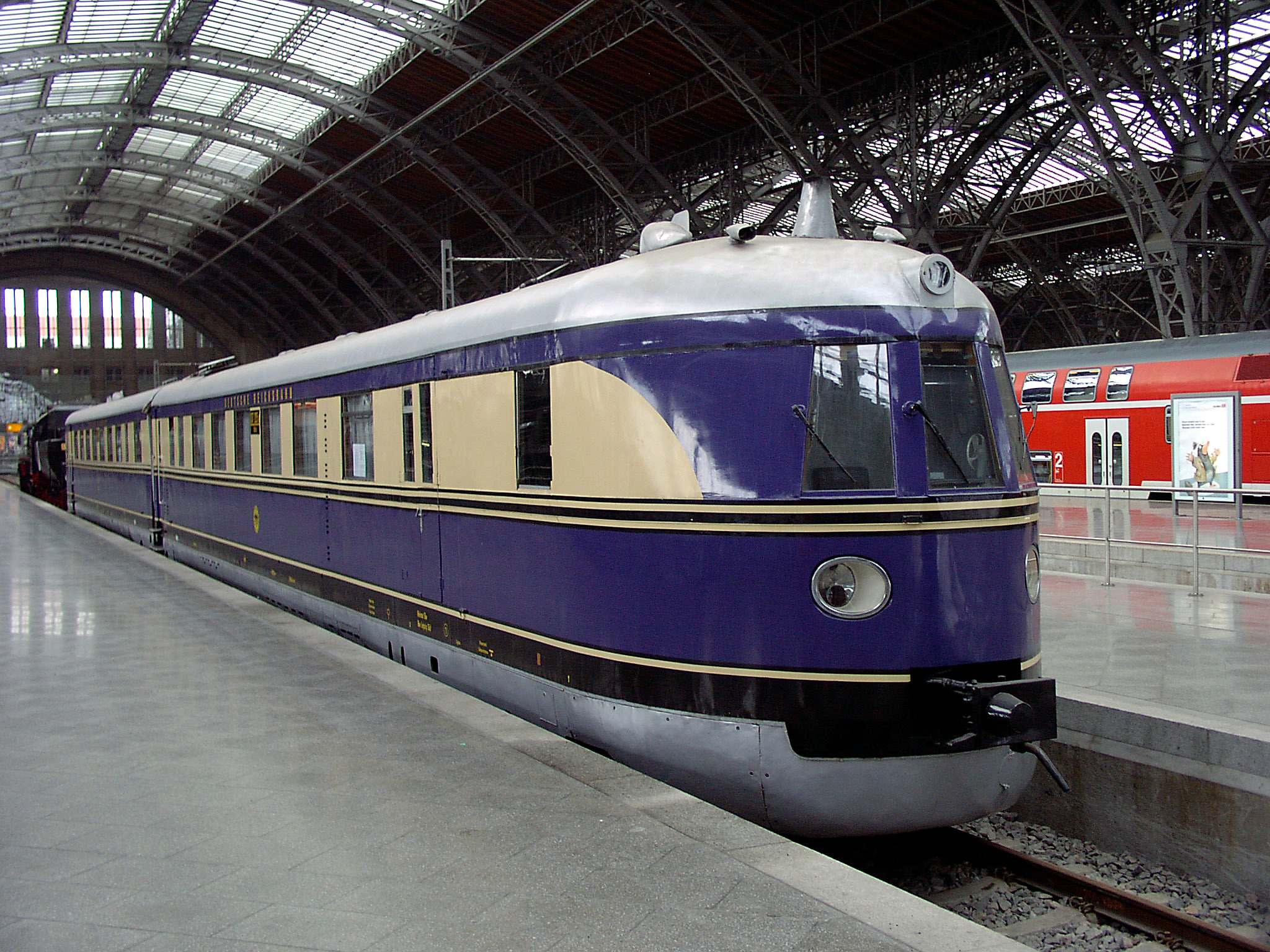
高速动车组飛行的漢堡人，用于长途快速动车组（FDt）服务

自1923年起，运行速度特别快的列车被划入一个新的“长途快速列车”（Fernschnellzug，简称FD）类别，编组只提供一等和二等席别（例如莱茵的黄金，它甚至在1928年至1936年间以专属的“长途-长途快速列车”（Fern-Fernschnellzug，FFD）类别运营）。而当时大多数的直通列车均提供有一等、二等和三等的三舱席别。长途快速列车类别于1939年8月22日被撤销。
自1933年起，新型的高速柴油动车组飛行的漢堡人开始加入长途快速列车的运营。采用这类动车组运营的长途快速列车被定义为“长途快速动车组”（Fernschnellzug mit Triebwagen，简称FDt），编组通常只提供二等座车。其最后一次运营是在1939年8月22日。
长途快速列车的平均运行时速在1930年代达到了一个新的高度。德意志国铁路在采用了高速动车组后，速度最快的FDt 16次长途快速动车组在汉诺威至哈姆线路上的平均时速达到132.3公里/小时；而在由蒸汽机车牵引的长途快速列车中，柏林至汉堡间的平均时速也达到了119.5公里/小时。

## 二战中的德意志国防军列车
德意志国铁路在第二次世界大战期间创建了一种新的列车类别，即“快速前线休假士兵列车”（Schnellzug für Fronturlauber，简称SF）。这些列车在德意志国防军的军事阵地（例如法国、希腊和苏联等地）及德意志国之间以最短的经由路径运营。个别快速前线休假士兵列车也提供公共交通服务，这部分民用的列车被称为“快速前线休假士兵列车客运编组”（Schnellzug für Fronturlauber mit Reisezugteil，简称SFR）。
由于快速前线休假士兵列车无法满足德意志国防军的交通需求，许多快速列车都被转变为“快速列车军用编组”（Schnellzüge mit Wehrmachtsteil，简称DmW）。其中德意志国防军保留了部分车厢进行改造以供其自行使用。
1945年1月23日起，德国境内的所有快速列车服务中断。只有从柏林开往哥本哈根和布拉格的国际列车仍维持有限度运营至1945年4月。

## 二战结束后

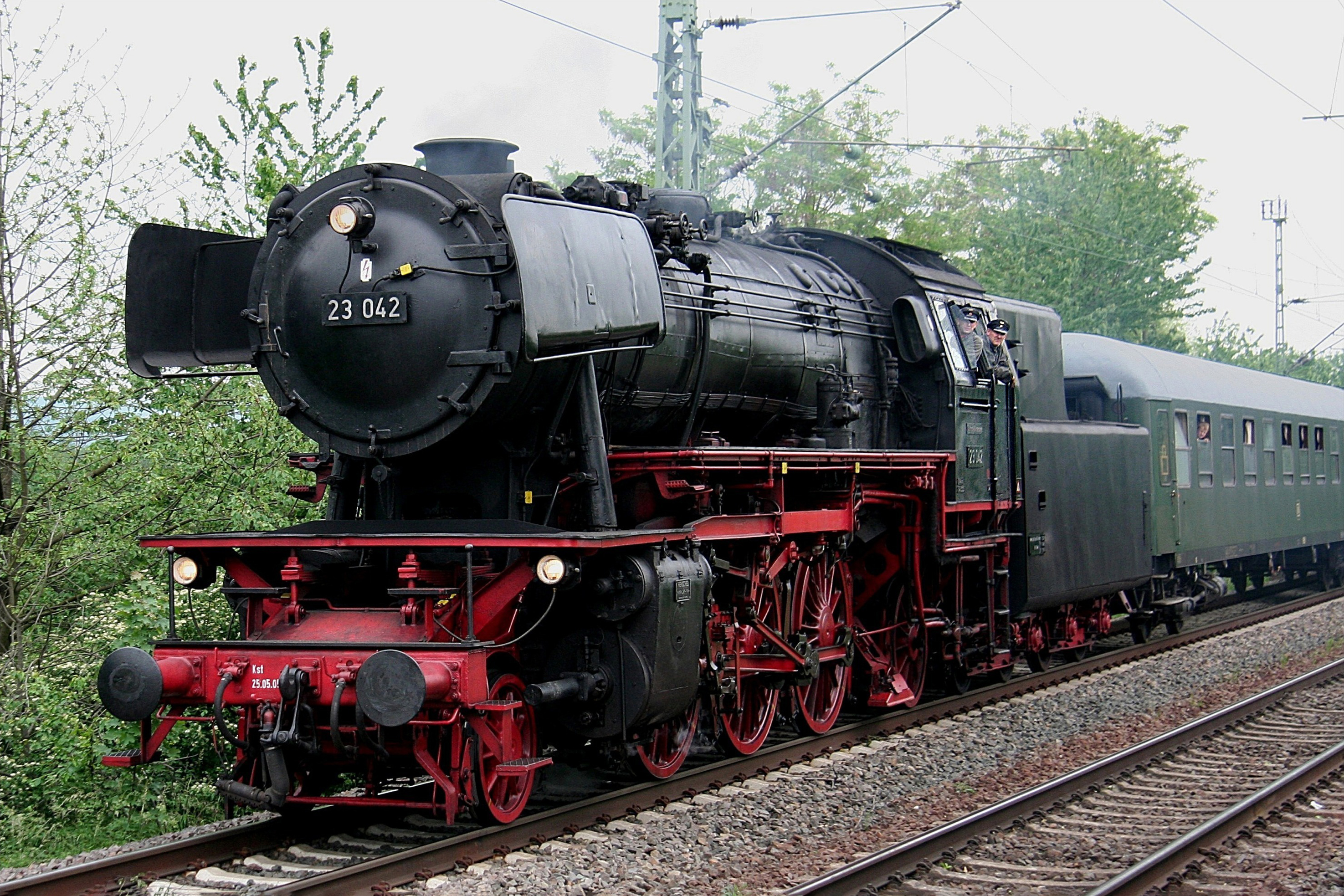
1960年代绿色涂装的快速列车车厢现已作为博物馆展品

战争结束后，美国占领区当局在1945年9月22日率先开行了法兰克福至慕尼黑间的快速列车。早在1954年，德国联邦铁路便开始为快速列车采购UIC-X型车厢，类似的车厢设计其后也被运用到奥地利联邦铁路（1957年）和瑞士联邦铁路（1966年）之中。1968年1月1日起，德国联邦铁路废除了行程超过80公里的附加服务费，1979年又废除了行程超过50公里的附加费。从1979年起，快速列车的服务需求持续下降。从1982年的夏季时刻表起，德国大多数线路的快速列车均被取消。
在东德的德国国营铁路中，快速列车仍然是主要的长途服务类别。其实施两个级别的附加费标准（一类为300公里以内收费3马克，二类为300公里以上收费5马克）一直保留至1991年夏季时刻表。直至1980年代，国内线路上的大部分快速列车主要由1965年生产的“重建车厢”（Rekowagen）组成，一等席别则使用经过强化的“翻新车厢”（Modernisierungswagen）。在1962年采购的现代化车厢和从1962年起生产的UIC-Y型车厢则主要运用于高等级的国际化服务。直到由哈尔伯施塔特生产的快速列车车厢和中开门车厢交付使用后，重建车厢才开始投入更低级别的列车服务。

## 长途列车（F）
在1951年的夏季时刻表中，德国联邦铁路再次引入长途快速列车的类别。它们使用“FD”的前缀，并自1955年5月21日起缩短为字母“F”，即“长途列车”（Fernzug）。这些列车提供在西德经济中心之间的连结，并且在1956年以前提供一等和二等两个席别，全列一等席别仅在跨境服务中提供（如莱茵的黄金及莱茵之箭）。这些列车始终包含一节餐车或用餐区域的编组，并由德国卧铺车及餐车公司负责管理。
在莱茵河畔的线路中，部分列车最初结合了战前型号VT 04、VT 06和战后型号VT 08组成最多4组动车组运行。除了柴油动车组，机车牵引式列车的编组也使用了3至5节战前的车厢。它们为钢制结构，并有多种适用类型。车厢的隔间及过道均经过翻新，并铺设全新的地毯。其外部涂装使用的是基于钢青色的瓶绿色（RAL 5011）。此外，车厢外部还标注有（德国联邦铁路）字样；若车厢仅用于国内线路，则使用带有银边的字母置于车厢两侧。共有至少76节车厢进行了用于此目的转换，当中包括亨舍尔-威格曼列车。
随着全新UIC-X型车厢在1954年交付使用，战前的车厢被完全取代。蓝色的长途列车涂装被应用至新的仅设一等席别的列车方案。
对于这些停站次数较少的特殊的长途列车，长途列车也会收取一项特别的附加服务费。长途列车在1971年被城际列车类别所取代。

## 城市快速列车（DC）
德国联邦铁路在1973年的夏季时刻表中引入了城市快速列车（City-D-Zug，简称DC）类别。这些列车大多是作为线路系统的通勤列车，提供每日三班接驳至中心城市的城际列车网络。然而这个概念并没有取得成功，因为它们的接驳服务仅提供一等席别，却忽略了二等席别的转车乘客。
此外，城市快速列车车厢采用的是与普通快速列车相同的标准。其倡导开发的豪华型车厢则因为Eurofima项目（Eurofima-Projekt）的面世而取消，后者倡导的高舒适度Eurofima车厢可以为欧洲6个国家统一标准，因而更受青睐。1978年，德国联邦铁路取消了城市快速列车类别。许多列车继续作为普通的快速列车运营，少部分则在10至15年后被整合至区际列车网络的服务，例如埃姆登-明斯特-哈根-吉森-法兰克福的快速列车。

## 长途特快列车（FD）
德国联邦铁路在1983年的夏季时刻表中引入“长途特快列车”（FernExpress）类别，配备一等及二等席别，并沿用传统的字母前缀“FD”。这类列车通常使用自己的名称，提供从汉堡地区或鲁尔区至德国南部度假胜地的服务，部分列车还会进入外国。
这类列车的二等车厢使用原城际列车的非空调型隔间座车，在城际列车开始使用空调型开放座车后，这些车厢被闲置。一等车厢也是从原城际列车的编组中接收，餐车使用配备快速提取（QuickPick）自助餐服务功能的车厢，后来则改为ARmz218型的半餐车。在大多数情况下，这类列车还加挂有配备一等和二等席别的联运车厢通往其它的度假胜地。
来往于汉堡和贝希特斯加登的FD柯尼希湖号还搭载了一节所谓的“儿童乐园车厢”（Kinderland-Wagen）,当中包含一个大型的儿童游乐区。来往于多特蒙德和奥伯斯多夫的FD阿尔高号以及来往于多特蒙德和贝希特斯加登的FD贝希特斯加登之地号在随后也加入了这样的车厢。
在1980年代中期，长途特快列车每天可以发送16趟列车无需转车通达德国的203个和奥地利的40个旅游目的地。1988年，长途特快列车网络可以提供10条直通线路和22条联运线路服务于中心城市和旅游目的地。这一列车类别的特点是可以从中心城市直达旅游目的地，通常不需要转车。其在始发地的发车时间主要是在清晨，并在傍晚时分抵达终到站。
长途特快列车类别在1990年代初期取消，这是由于越来越多的区际列车、城际列车和城际特快列车类别也被引入旅游目的地。
1983年夏季运营的长途特快列车包括：
- 210/211 “韋爾特湖”号：克拉根福–多特蒙德
- 220/221 “多瑙信使”号：维也纳–多特蒙德
- 264/265 “莫扎特”号：维也纳–慕尼黑–斯特拉斯堡–巴黎东站
- 702/703 “博登湖”号：康斯坦茨–多特蒙德
- 712/713 “阿尔高”号：奥伯斯多夫–多特蒙德
- 722/723 “贝希特斯加登之地”号：贝希特斯加登–多特蒙德
- 780/781 “柯尼希湖”号：贝希特斯加登–汉堡

1988年夏季运营的长途特快列车包括：
- 1902/1903 “博登湖”号：康斯坦茨–多特蒙德
- 1912/1913 “阿尔高”号：奥伯斯多夫–多特蒙德
- 1916/1917 “特格尔恩湖”号：特格尔恩湖-多特蒙德
- 1920/1921 “巴伐利亚森林”号：帕绍-多特蒙德
- 1922/1923 “贝希特斯加登之地”号：贝希特斯加登–多特蒙德
- 1970/1971 “黑森林”号：西布鲁格-汉堡
- 1980/1981 “柯尼希湖”号：贝希特斯加登–汉堡
- 1982/1983 “阿尔卑斯山区”号：奥伯斯多夫-汉堡

自1979年起，德国联邦铁路的快速列车需求量持续下降，在1979年至1986年期间，其运能缩减了近四分之一，部分原因是来自日益增长的城际列车客流量。1987年，快速列车录得6亿德国马克的运营亏损，这很大程度可归结于车辆品质的参差不齐。例如在9公里和51公里之间的平均停站间距中，可以使用根本不同的机车车辆。这些情况导致1988年的冬季时刻表中开始大规模引入区际列车类别。

## 特快列车（Ex）
东德的德国国营铁路自1950年代末开始设立“特快列车”（Expresszug，简称Ex）类别，这是停站较少的快速列车，它与德国联邦铁路设立的长途列车类别近似，但提供一等及二等席别。特快列车除了应付的快速列车车资外，它还需收取额外的附加服务费。此后在1960年代，这一类别取消了国内的服务，直至德国国营铁路引入了新的柴油动车组后，它才在1969年的时刻表中再次出现。
1972年运营的特快列车包括：
- 2/3：莱比锡–柏林
- 6/7：莱比锡–柏林
- 54/55 “文多博纳”号：维也纳–柏林
- 121/122 “柏林纳伦”号：柏林–马尔默（国内服务不适用）
- 147/148 “卡列克斯”号：卡罗维发利–柏林
- 154/155 “匈牙利”号：布达佩斯–柏林
- 311/312 “尼普顿”号：柏林–哥本哈根（国内服务不适用）
- 347/348 “卡罗拉”号：卡罗维发利–莱比锡（夏季运行）

在随后的几年中，国际列车被转换为普通的快速列车。特快列车中最著名的当属1976年设立的“城市特快列车”（Städteexpress-Züge）。1987年，德国国营铁路又为国际列车设立了新的“国际特快列车”（Interexpress）类别，其资费标准与普通的快速列车相同。

## 现行快速列车
如今在往返于柏林至华沙、莫斯科、萨拉托夫、布拉格和布达佩斯的长途线路中仍然使用快速列车的名义在非高峰时段发往波兰和俄罗斯。而其它的快速列车均已被城际列车类别所取代。